# Bergen op Zoom
Bergen op Zoom je město na jihu Nizozemska u hranic s Belgií. Město leží jihozápadně od Amsterdamu a má celkovou rozlohu 93,13 km. Podle sčítání lidu z roku 2010 zde žilo 65 908 obyvatel.
Jméno města nese planetka hlavního pásu 12709 Bergen op Zoom.

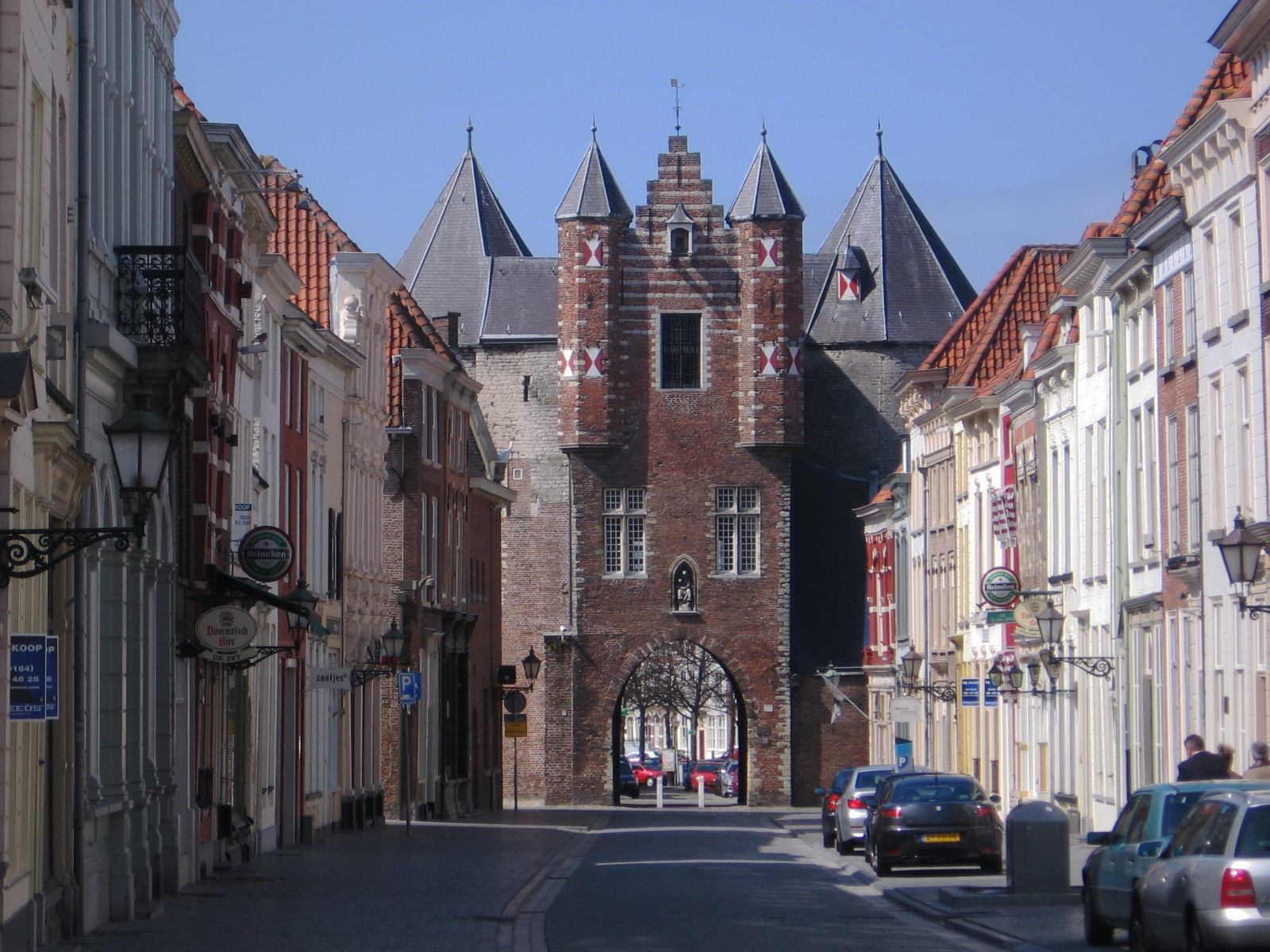
Gevangenpoort
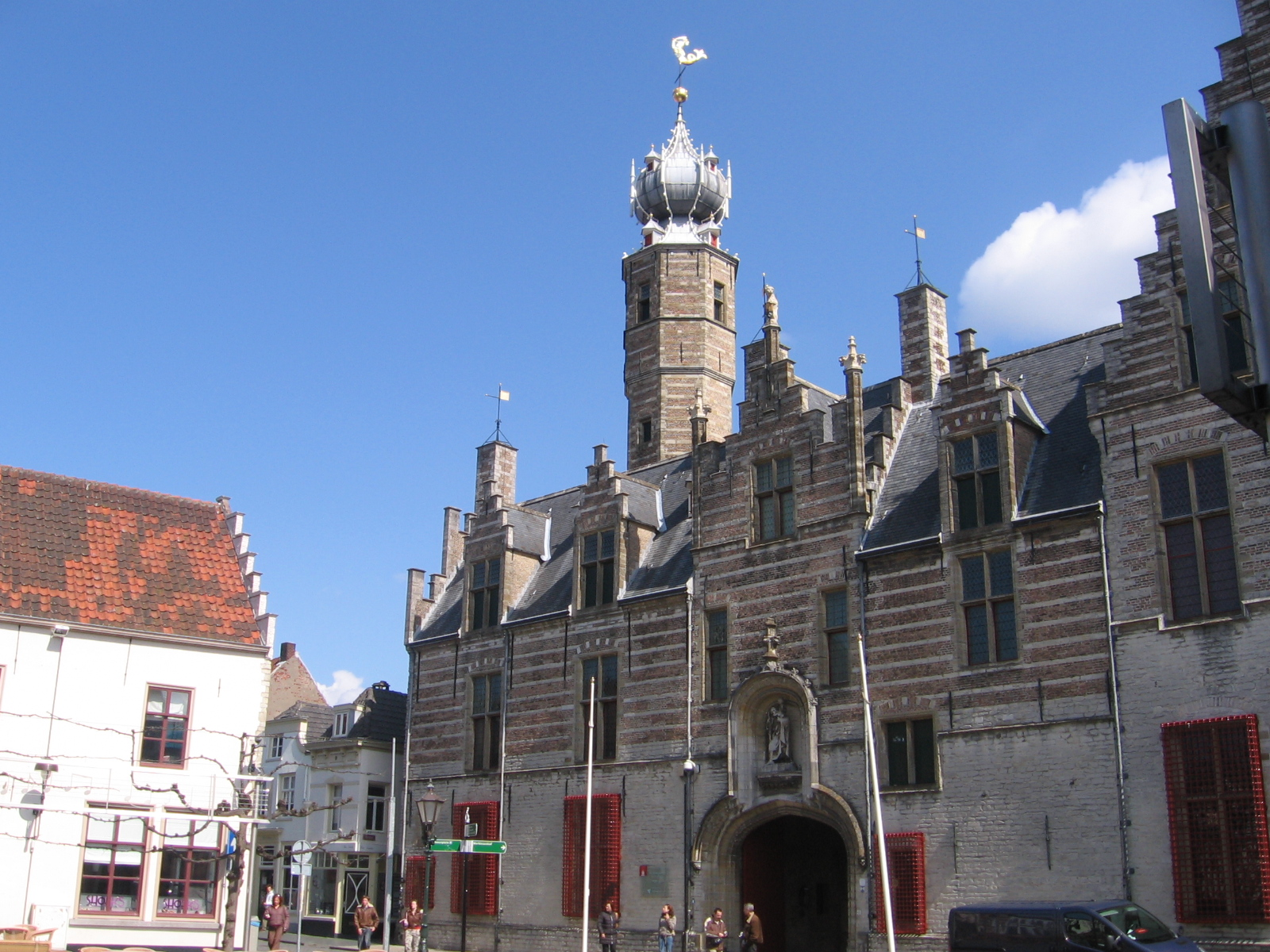
Markiezenhof
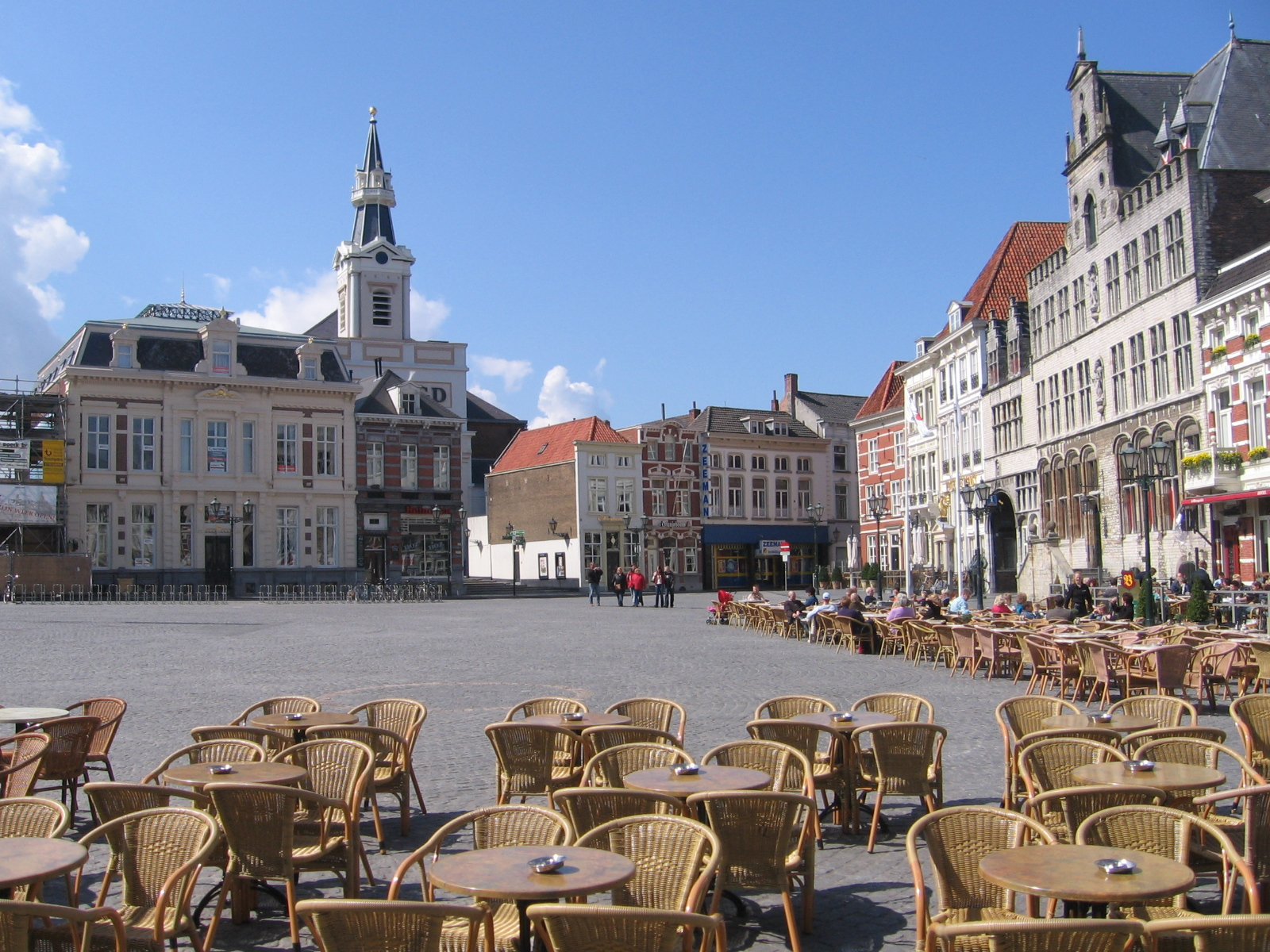
Grote Markt

## Partnerská města
- Szczecinek, Polsko
- Oudenaarde, Belgie
- Edmonton, (Kanada)